# 綠茶
- 關於藝人外號，請見「林埈永」。
- 關於网络流行语，請見「绿茶婊」。

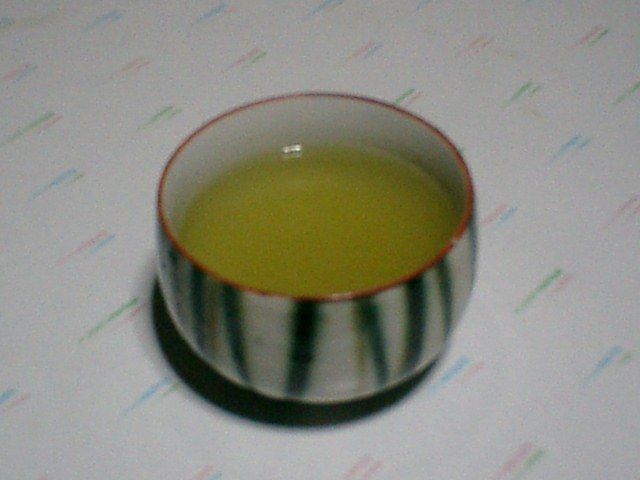
绿茶

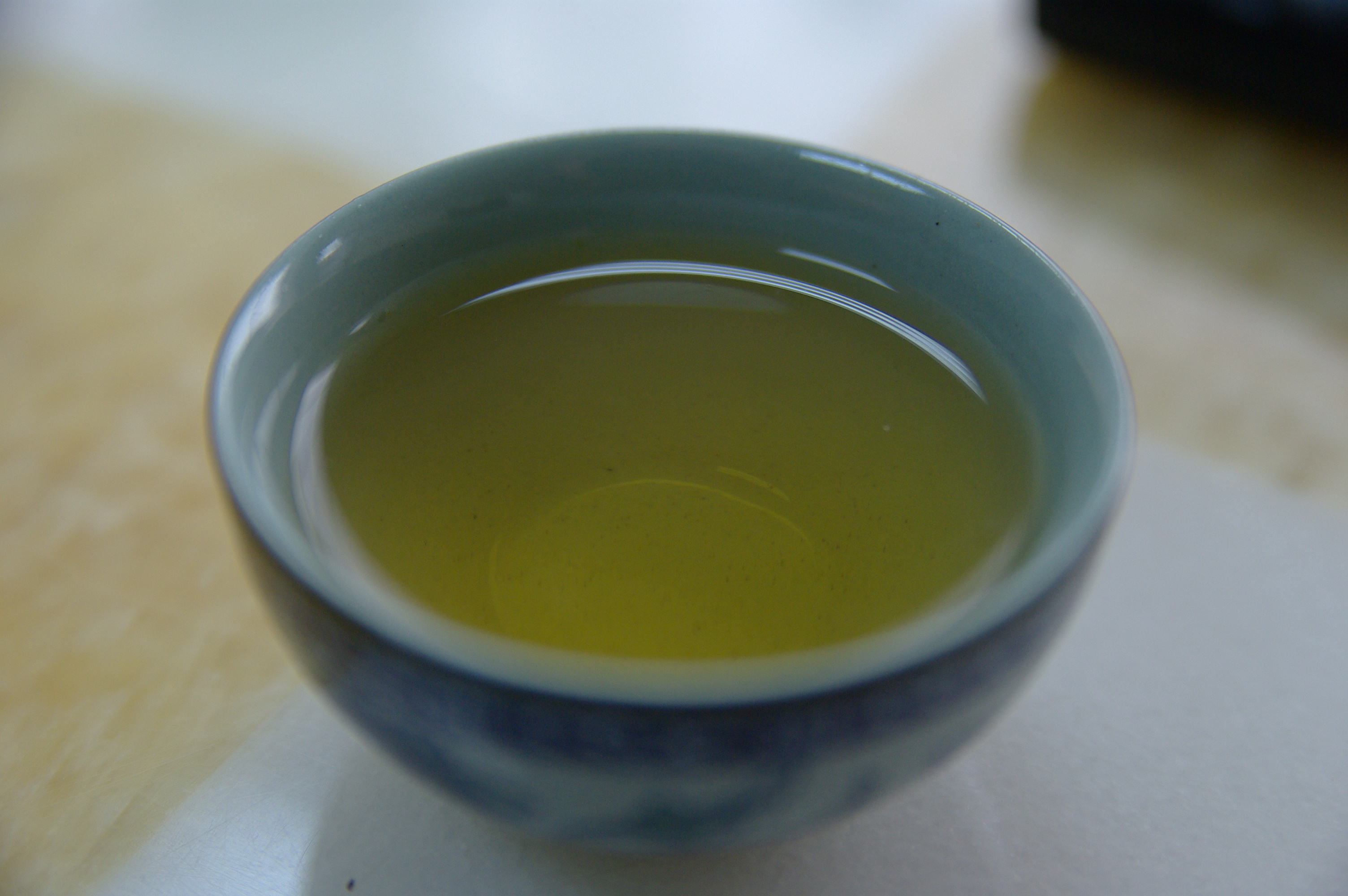
绿茶

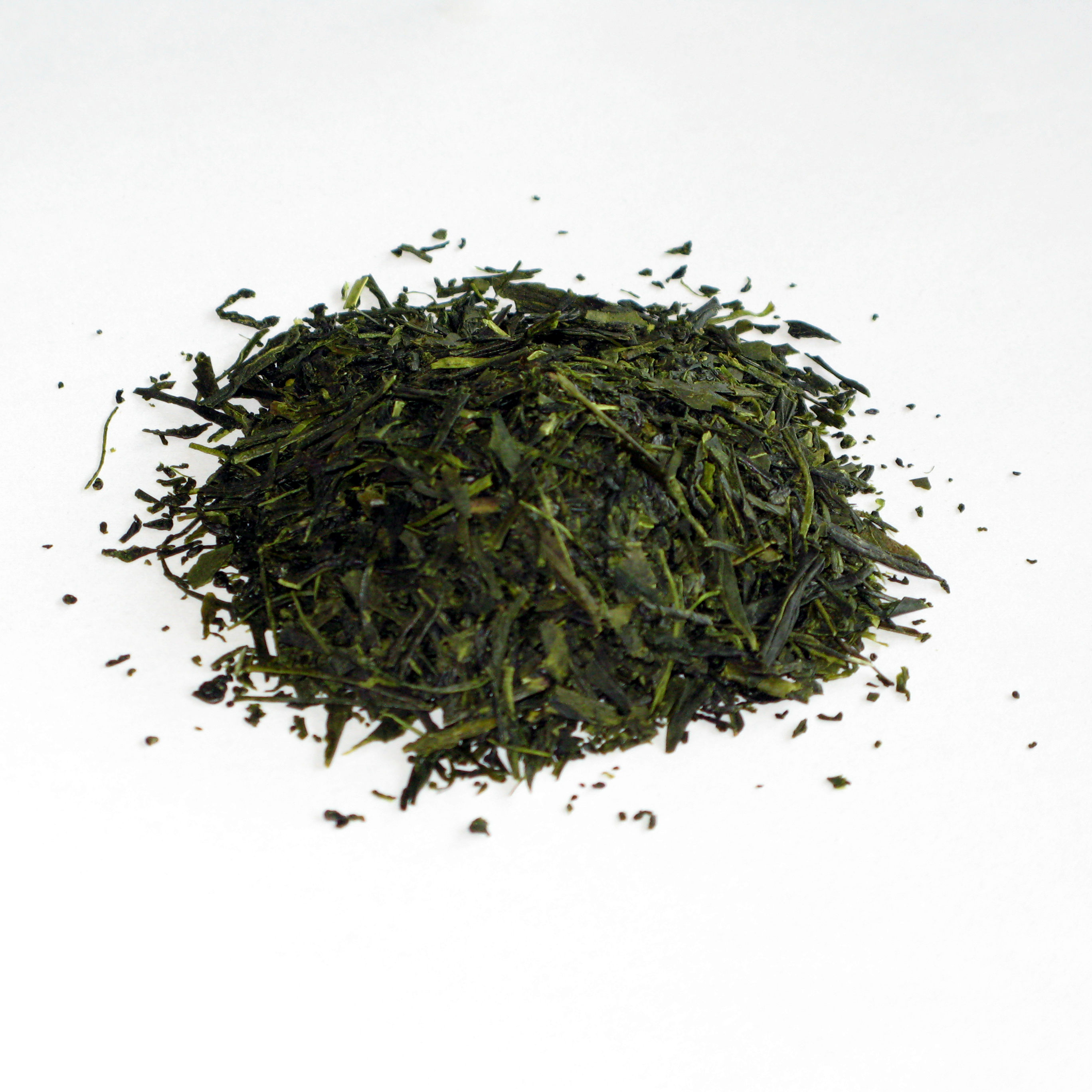
绿茶茶葉

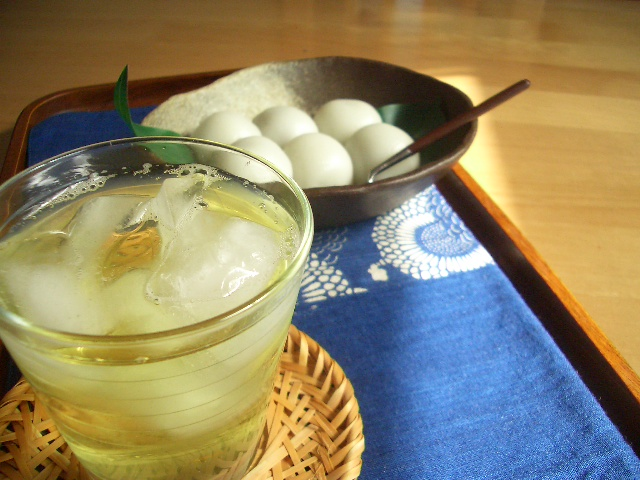
冰镇绿茶与糰子

绿茶是茶叶的一种。经過杀青、揉捻、干燥，大部份白毫脱落，熱水浸泡后依種類呈淡綠色至黃綠色的茶湯。

## 製作
绿茶依照杀青工艺的不同可分为四种：炒青茶、蒸青茶、烘青茶、晒青茶。中国大陆與台灣在绿茶制作上以炒青為主；日本製作綠茶的方式則以蒸青為主。
炒青即将茶叶鲜叶在摄氏120度左右的铁锅中翻炒，使其水分散失、变得绵软，以便做形。传统工艺为徒手翻炒，來到现代为机械翻炒。綠茶沒有焙火工序，所以可以稱為生茶。

## 品種
中国大陆大部分名茶为绿茶，例如产于杭州西湖的龙井、苏州洞庭山碧螺春、四川蒙顶山的蒙顶甘露、安徽黄山的黃山毛峰等。在清明之前、茶树刚发芽时采摘的，称为“明前茶”、“莲心”、“银针”；在谷雨前采摘的，为“雨前茶”，因茶叶已展开也称为“旗枪”；在立夏前采摘的为“三春茶”，因已经有两片叶展开也称为“雀舌”；立夏后再采摘，叶片已变厚，为“四春茶”、“梗片”。
以青茶為主流的台灣，在新北市三峽區亦生產龍井茶及碧螺春等綠茶，至2010年時三峽為臺灣龍井茶唯一的產地。台灣龍井茶茶樹的品種主要是以青心柑茶與青心烏龍為主，此區產出的綠茶茶湯清澈黃綠色，味道屬於清香型。台灣碧螺春是在台灣綠茶中產量最多的，產區也在新北市三峽區一帶，茶樹種類主要以青心柑仔為主，茶葉細長彎曲有點類似螺旋形，牙間有白毫所以喝起來帶有清甜香，也是台灣碧螺春被喜愛的原因。還有八川綠茶，八川綠茶相比碧螺春茶，風味是屬於更甘醇清香的，並且以茉莉花燻製，可以算是花茶的一種，是綠茶中比較特別的茶品。

## 中國綠茶
- 西湖龍井：中國綠茶的代表，浙江省杭州西湖周邊產，古代作為貢茶。特徵是扁平狀的炒青綠茶，帶綠的葉片， 帶有翡翠色的茶色，散發著草或豆的清香，甘甜。在清明節前後（4月5日左右）以一芯一葉方式摘取的，被視為最高級品。其中又数獅子峰的獅峰龍井最为珍贵，被視為特級品。
- 黃山毛峰：安徽綠茶的代表，產於世界遺產黃山。特徵是帶黃白色毛的烘青綠茶，帶有透明黃金色的茶色，散發著栗子的氣味。以一芯二葉方式摘取的特級品被稱為「雀舌」。1955年被認定為中國十大名茶。
- 碧螺春：產於江蘇省苏州市的東山及西山，尤以產於東山柑橘果園旁的被視為高級品。和龍井茶同為炒青綠茶，但其形狀是如捲貝般的螺旋狀，古代作為貢茶。春分到穀雨時期，以一芯一葉方式摘取的。
- 黃山綠牡丹：產於安徽省，清明節到穀雨期，用一芯一葉到一芯三葉的方式摘取葉片，再用線綁成牡丹花的形狀。加入熱水後，會如牡丹花般的優雅盛開，澀味少，持久的甘甜及清香[5]。
- 蒙顶甘露：产地位于四川省雅安市名山区蒙顶山（也称蒙山），卷曲型绿茶的代表。茶汤似甘露，碧清回甜。

## 注意事项
因为绿茶里含有单宁酸，所以饮用过多浓绿茶可能会导致胃肠动力异常。
缺鐵、貧血，或是生理期到来的女性不应该大量饮用綠茶。因为它會減慢身體吸收鐵質的速度。

## 延伸閲讀
- Battle, Will. . Troubador Publishing Ltd. 2017  [2020-03-14]. ISBN 978-1-78589-313-1. （原始内容存档于2020-03-28）.
- Benn, James A. . Hong Kong University Press. 2015  [2020-03-14]. ISBN 978-988-8208-73-9. （原始内容存档于2020-03-28）.
- Chow, Kit Boey; Kramer, Ione. . China Books. 1990. ISBN 978-0-8351-2194-1.
- Heiss, Mary Lou; Heiss, Robert J. . Ten Speed Press. 2007. ISBN 978-1-58008-745-2.
- Mair, Victor H.; Hoh, Erling. . Thames & Hudson. 2009  [2020-03-14]. ISBN 978-0-500-25146-1. （原始内容存档于2020-03-28）.

## 外部連結
- NCCIH - Green Tea Side Effects and Cautions （页面存档备份，存于） (From the National Center for Complementary and Integrative Health)